# Ramón Maza
Ramón Maza (Buenos Aires, 1810 - Buenos Aires, 28 de junio de 1839) fue un militar de la Confederación Argentina que participó de la lucha contra las tribus indígenas de la frontera bonaerense y en una conspiración para deponer al gobernador Juan Manuel de Rosas, siendo ejecutado a raíz de su fracaso.

## Biografía
Ramón Maza nació en Buenos Aires en 1810, hijo del doctor Manuel Vicente Maza y de Mercedes Puelma. Ingreso al ejército revolucionario, participó en 1829 en la lucha contra el general unitario Juan Lavalle y el 14 de octubre de 1829 alcanzó el puesto de ayudante mayor del Regimiento Patricios de Caballería de Buenos Aires. 

### Frontera (1830-1838)

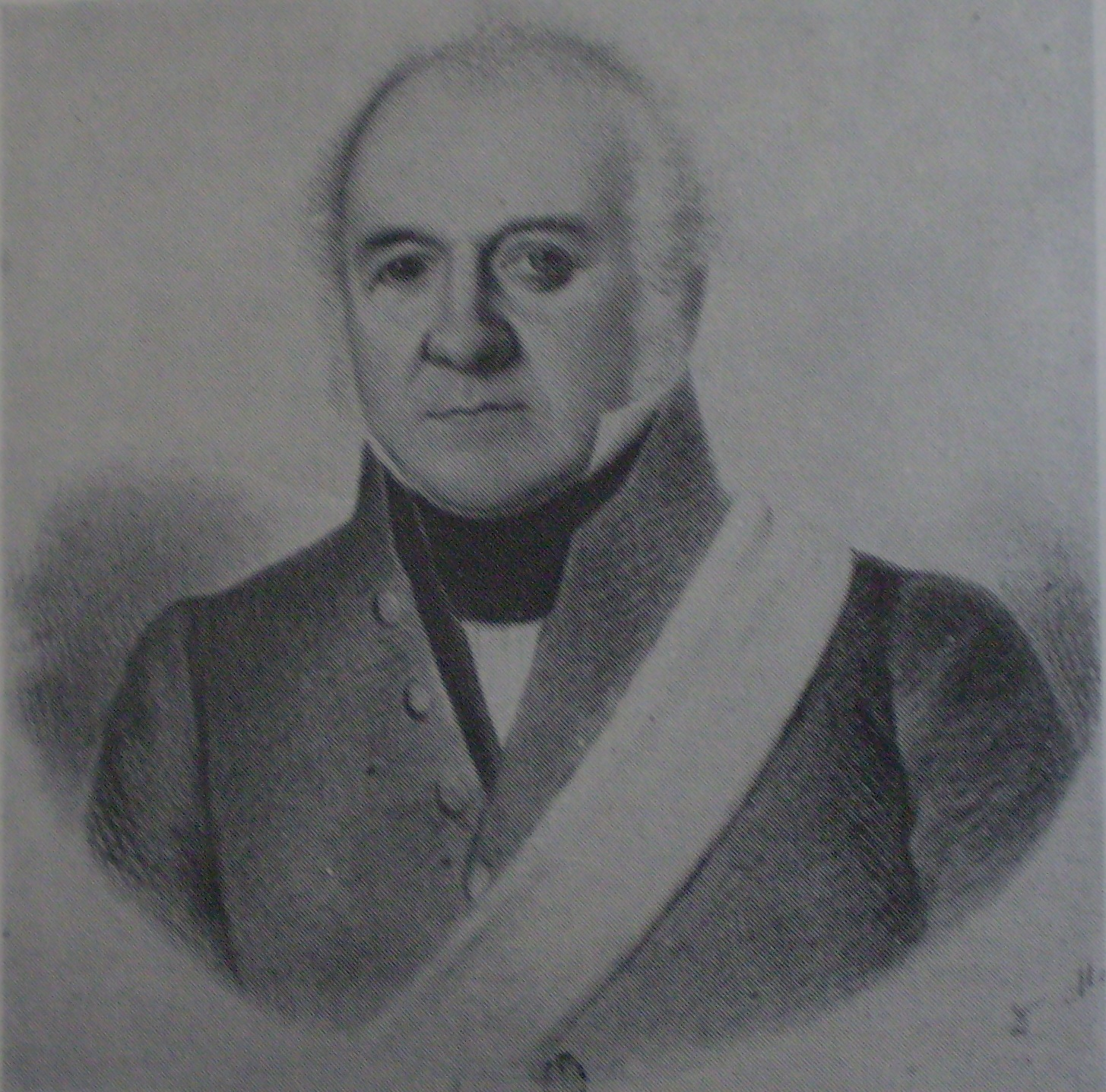
Manuel Vicente Maza.

En 1830 fue ascendido a capitán, sirviendo con su regimiento en la línea de fronteras con los indios de la pampa.
En 1833 estaba acantonado en la localidad bonaerense de Tapalqué y actuó como escolta de Juan Manuel de Rosas en su campaña al desierto.
El 1 de abril de 1834 fue incorporado a la Plana Mayor. El siguiente año fue comisionado a la localidad de Guaminí, desde donde fue el responsable de informar la derrota del cacique Yanquetruz del 21 de noviembre de ese año.
Bajo las órdenes del coronel Pedro Ramos participó del combate de Tapalqué del 1 de octubre de 1836.
Continuó sirviendo en la frontera sur de la provincia y en 1839 alcanzó el grado de teniente coronel, siendo sin embargo relevado del mando de su división.
Fue muy popular en la tropa. Considerado afable y sencillo en sus maneras. El general José María Paz dice de él que era «joven de valor, de crédito y que ofrecía las más bellas esperanzas».
Estaba comprometido con Rosa Fuentes y Arguibel, prima de Encarnación Ezcurra y Arguibel de Rosas y sobrina del comerciante Andrés Arguibel, principal agente de la revolución en España y sindicado como uno de los principales responsables del fracaso de las expediciones realistas contra las Provincias Unidas del Río de la Plata.

### Conspiración (1839)
Al producirse el bloqueo francés del Río de la Plata, los productores ganaderos de la provincia se vieron perjudicados, lo cual contribuyó a romper la alianza que habían tenido hasta entonces con el gobernador Rosas. Por otro lado, muchos habitantes de Buenos Aires y los emigrados en Montevideo prometieron ayuda económica y militar. Concretamente, el general Lavalle debía desembarcar en la provincia y ponerse al frente de la revolución contra Rosas. En los partidos del sur de la provincia se desarrolló una amplia conspiración para la lucha, que llevaría el nombre de Libres del Sur.
Algunos oficiales de la guarnición de Buenos Aires se unieron a la conjura; de entre estos, el más prestigioso y el más vinculado en el sur de la provincia era Ramón Maza, cuyo padre, Manuel Vicente Maza era presidente de la Legislatura provincial. Fue comprometido en el mes de mayo de 1839 por José Lavalle, hermano del general. Como se sabía que no quería saber nada con la intervención de los franceses, se le mintió asegurándole que Lavalle vendría a Buenos Aires por sus propios medios. Una vez en la conspiración, Maza se convirtió en su principal líder.
Maza confiaba poder movilizar el regimiento en el que se había desempeñado como segundo, que mandaba en Dolores el coronel Narciso del Valle pese a que Del Valle era partidario de Rosas. Habló con los coroneles Celestino Vidal (Patricios), Mariano Benito Rolón (Guardia Argentina) e Hilario Lagos y los generales Agustín de Pinedo (inspector general) y Manuel Guillermo Pinto, así como los comandantes de los acantonamiento de San Nicolás (teniente coronel Patricio Balsa) y Zárate (Facundo Borda). La respuesta coincidió en que no confiaban en poder mover tropas para apoyar el desembarco de Lavalle pero tampoco se opondrían.
Precisaba por sobre todo controlar la artillería de marina, que se encontraba al mando de Mariano Maza, que si bien era su primo era también federal rosista. Para lograrlo, uno de los conspiradores, Avelino Balcarce, se ofreció a conseguir la adhesión de su tío Nicolás Martínez Fontes, quien a su vez podría sumar a su hijo Nicolás que pertenecía al regimiento de artillería de marina.
Maza llegó a Buenos Aires con licencia y para prorrogarla adelantó al 3 de junio su casamiento con Rosa Fuentes Arguibel, sobrina de la esposa de Rosas y cuñada de su hijo varón. Rosas se extrañó de este "casamiento a todo vapor" y supo por medio de su agente en Montevideo —el coronel Blas Pinilla— que Ramón Maza estaba en la conjura. Indirectamente trató de salvarlo alejándolo, para lo que le obsequió un viaje de bodas al extranjero. Maza se negó, ante lo que Rosas le pidió que volviese a su cargo en el sur; a lo que Maza, no comprendiendo la razón, tampoco se comprometió.
Una vez casado, habitó en Buenos Aires con su mujer en la calle de Las Piedras (acera oeste), entre Moreno y Belgrano.
Nicolás Martínez Fontes aceptó sumarse al movimiento y habló con su hijo, quien se aterró de que se hubiese prestado a semejante aventura y que hubiera comprometido su nombre y su posición en el regimiento de tal manera. Martínez Fontes resolvió entonces delatar la conspiración, lo que hizo el 26 de junio ante el general Manuel Corvalán. Dio sólo los nombres de Ramón Maza y de Jacinto Rodríguez Peña, pero excluyó a su sobrino y a los demás, a quienes no conocía.
Corvalán, sin saber que su hijo Rafael participaba del complot, dio parte de la denuncia y arrestó a Maza. Más allá de la delación, la eficiencia de la red de Rosas así como la torpeza en el manejo de los conspiradores y los múltiples contactos que efectuaron para conseguir adhesiones, hicieron que Rosas estuviera al tanto en todo momento del desarrollo del movimiento. Su padre —quien, a pesar de ser federal, se había distanciado de Rosas— intentó interceder ante el gobernador por su hijo. Pero, cuando estaba redactando un pedido de clemencia para presentar a Rosas, fue asesinado por un grupo de desconocidos en su despacho en la Sala de Representantes. La Mazorca, brazo armado policial de la Sociedad Popular Restauradora se cobraba un nuevo crimen al tiempo que aumentaba sus persecuciones a los opositores del régimen rosista.
Inmediatamente de conocer la noticia de la muerte de Manuel Maza, Rosas firmó la orden de fusilar a su hijo Ramón Maza. Fue fusilado en la cárcel en la madrugada del 28 de junio de ese año. Su cuerpo, junto con el de su padre, fueron recuperados por Rosa y Mercedes Fuentes Arguibel y enterrados en el Cementerio del Norte.